# Садза

33°14′18″ пн. ш. 129°39′2″ сх. д. / 33.23833° пн. ш. 129.65056° сх. д.
Садза (яп. 佐々町) — містечко в Японії, в повіті Кітамацуура префектури Нагасакі.